# Šišanje (obrada zvuka)
Šišanje (eng. clipping), promjena zvuka koja se događa kad je preglasan. Kad valni oblik izgleda kao da su mu vrhovi odrezani, ošišani, a da nisu glatki valovi, to je često pokazatelj šišanja.